# 20歲的靈魂
《20歲的靈魂》，日本小說家中井由梨子創作的長篇小說，以真人真事為素材，2018年8月8日以《20歳のソウル 奇跡の告別式、一日だけのブラスバンド》之名稱在小學館初次刊登，2021年5月26日改為《20歳のソウル》並發行文庫本。
2021年6月，製片方宣布改編為真人電影版，由神尾楓珠主演。

## 書籍資訊
- 單行本
  - 《20歳のソウル 奇跡の告別式、一日だけのブラスバンド》。2018年8月8日發行（小學館，ISBN 978-4-09-388634-5）
- 文庫本
  - 《20歳のソウル》。2021年5月26日發行（幻冬舎，ISBN 978-4-34-443086-0）

### 內容大綱
此作主要描寫日本千葉縣船橋市一名2017年1月僅以20歲之齡辭世的船橋高等學校校友淺野大義的真實故事。因當時被新聞報導後引起關注。此作描述學校管樂吹奏部師生們，繼承淺野大義遺志以及週遭親友與淺野互動之生活。淺野告別式上，管樂吹奏部共164位學生參列，共同演奏淺野高中時代所作曲的《市船soul》。此樂曲被棒球部採用為比賽時得分的應援樂曲，被稱為「市船のチャンステーマ」。

## 電影
《20歲的靈魂》，改編自中井由梨子同名小說的日本劇情片，真人實事改編，由秋山純執導、中井由梨子編劇，神尾楓珠主演，2022年5月27日於日本上映。2021年3月19日開鏡、同年4月18日殺青。

### 登場人物
- 淺野大義：神尾楓珠
- 淺野桂子：尾野真千子
- 宮田夏月：福本莉子
- 佐伯斗真：佐野晶哉
- 秋田豪：前田航基
- 田崎洋一：若林時英（日语：若林時英）
- ユッコ：佐藤美咲（日语：佐藤美咲）
- ミナ：宮部望美（日语：宮部のぞみ）
- 瀧澤翔：松大航也（日语：松大航也）
- 消防隊員：塙宣之（日语：塙宣之）
- 淺野正義：菅原永二（日语：菅原永二）
- 淺野千鶴：池田朱那（日语：池田朱那）
- 黑木まどか：石崎夏美（日语：石崎なつみ）
- 淺野忠義：平泉成
- 木村貴教：石黑賢（友情出演）
- 星野拓朗：高橋克典（日语：高橋克典）
- 高橋健一：佐藤浩市

### 製作團隊
- 原作：中井由梨子（日语：中井由梨子）《20歳のソウル》（幻冬舎）
- 劇本：中井由梨子（日语：中井由梨子）
- 導演：秋山純（日语：秋山純 (演出家)）
- 攝影：百束尚浩、島田貴仁
- 剪輯：岡田和実
- 燈光：北條誠
- 收音：戸部政明
- 配樂：KOSEN（日语：KOSEN）
- 音樂製作：安藤日出孝
- 音效設計：石井和之（日语：石井和之）
- 吹奏樂編曲：末崎正展（日语：末崎正展）
- 道具：森谷美千代
- 造型：横尾早織
- 裝髮：田中紫央
- 副導演：宮下涼太
- 宣傳：西田信貴、平岡祐子
- 製片：渡久地翔、松本光司
- 製作協力：木村康信、笹野大司、梅本竜矢
- 製作總指揮：福家康孝、飯田雅裕
- 樂器提供：Yamaha Music Japan
- 協力：東日本吹奏樂聯盟、千葉縣吹奏樂聯盟、千葉日報社
- 製作幹事：日活、朝日新聞社
- 補助計畫：日本文化廳「ARTS for the future!」[5]
- 製作：「20歳のソウル」製作委員會
- 發行：日活

### 主題曲
- 《Jasmine》Kenta Dedachi（日本史詩唱片）

作詞：Kenta Dedachi
作曲：淺野大義、KOSEN、Kenta Dedachi

### 獎項
- 第47回報知電影獎最佳女配角獎（尾野真千子）

## 外部連結
- 小說官網 （页面存档备份，存于）（日語）
- 船橋市特設電影介紹頁 （页面存档备份，存于）
- 電影官網 （页面存档备份，存于）（日語）
- 20歲的靈魂的X（前Twitter）